# Fritz Jean
Fritz Alphonse Jean (Cap-Haïtien, 22 aprile 1956) è un economista, politico e scrittore haitiano che ha servito come governatore della Banque de la République d'Haïti dal 1998 al 2001. Dal 2012 è presidente della Camera del Commercio, Industria e Professioni del Nord-Est. e fa parte del comitato commemorativo nazionale del 100º anniversario dell'occupazione di Haiti da parte degli Stati Uniti. È stato eletto dal Consenso del Montana presidente provvisorio di Haiti il 30 gennaio 2022.

## Primi anni di vita e formazione
Fritz Jean è nato a Cap-Haïtien.  È originario del vicino comune di Sainte-Suzanne, Nord-Est, dove ha trascorso molte estati d'infanzia e con il quale mantiene forti legami. Fritz Jean studiò economia e matematica negli Stati Uniti, a New York presso la Fordham University e la New School for Social Research prima di tornare a perseguire la sua carriera professionale ad Haiti.

## Vita professionale
Jean ha trascorso diversi anni (1987-1991) presso l'Università statale di Haiti a Port-au-Prince come professore e consulente prima di passare al lavoro di consulenza economica generale nei settori pubblico e privato haitiano. Nel 1996 è stato nominato vice-governatore della Banque de la République d'Haïti, carica che ha ricoperto per due anni. Nel febbraio 1998, sotto il governo di René Préval, è stato nominato governatore della banca centrale di Haiti ed è rimasto in carica fino al 2001.
Successivamente, tra il 2005 e il 2009, è stato preside della Facoltà di scienze sociali, economia e scienze politiche dell'Università Notre Dame d'Haïti. Appassionato del futuro della gioventù haitiana, Jean è stato anche presidente di YMCA -Haiti dal 2007 al 2010. Jean parla fluentemente creolo haitiano, francese e inglese.
Jean è anche un membro fondatore della Borsa haitiana. Il 25 febbraio 2016 è stato nominato Primo Ministro ad interim di Haiti.
Il 20 marzo 2016, la camera dei deputati del parlamento haitiano ha respinto la politica generale di Jean. Non ha ricevuto la fiducia della maggioranza dei deputati.
Il giorno successivo, Enex Jean-Charles è stato scelto per sostituire Jean come nuovo primo ministro di Haiti.
Nel gennaio 2022, nell'ambito della costituzione di un governo provvisorio di transizione, ha presentato la sua candidatura a Presidente della Repubblica al Consiglio di transizione, istituito in occasione della firma del Consenso del Montana.
Il 30 gennaio 2022 è stato eletto presidente provvisorio dai delegati con oltre il 62% dei voti. Arriva così davanti al suo principale avversario Edgard Leblanc Fils che incassa poco più del 37%.
Il 14 marzo 2024, è stato nominato membro del Consiglio presidenziale di transizione per il Consenso del Montana.
Il 30 aprile, Edgard Leblanc Fils è stato nominato presidente del Consiglio presidenziale da quattro dei sette membri votanti, che hanno così formato un polo maggioritario. Sebbene non sia il capo dello Stato, essendo la guida dello Stato collegiale, il presidente del Consiglio presidenziale è il membro più importante del Consiglio e ha un ruolo di coordinamento.
Il polo di maggioranza è composto da Smith Augustin, Emmanuel Vertilaire, Louis Gérald Gilles e Edgard Leblanc Fils. Il polo minoritario, composto da Leslie Voltaire, Fritz Jean e Laurent St-Cyr, riconosce la validità della designazione di Leblanc Fils, ma si oppone alla scelta del Primo Ministro. Inoltre, il partito politico Fanmi Lavalas minaccia di ritirarsi dal Consiglio presidenziale.
L'8 maggio i membri del Consiglio presidenziale hanno concordato il principio di una presidenza a rotazione ogni tre-cinque mesi.  Edgard Leblanc Fils venne quindi sostituito successivamente da Fritz Jean, Leslie Voltaire e poi Louis Gérald Gilles. Inoltre, le decisioni vengono ora prese a maggioranza qualificata di cinque su sette.  Il 9 maggio, Fritz Jean cedette il suo turno a Smith Augustin, che propose di passare a cinque presidenze successive per poter assumere lui stesso il ruolo.
Il 2 ottobre, l'Ufficio anticorruzione ha raccomandato che Gilles, Vertillaire e Augustin siano incriminati per corruzione. Mentre Claude Joseph chiese le dimissioni di Augustin, il gruppo di Gilles accettò di sostituirlo. Il 7 ottobre, una nuova risoluzione del Consiglio presidenziale di transizione ha stabilito una nuova rotazione. Leblanc Fils sarà sostituito da Leslie Voltaire, poi da Fritz Jean dal 7 marzo 2025 e infine da Laurent Saint-Cyr. Fritz Jean assunse effettivamente le sue funzioni lo stesso giorno.

## Opere
- Haiti – la fine di una storia economica (titolo originale in francese: Haïti – la fin d'une histoire économique) è una panoramica economica e storica di Haiti pubblicata nel 2013, venduta e distribuita ad Haiti.[8][34]
- Amethys – ferite aperte (titolo originale in francese: Améthys – Plaies Ouvertes) è il primo romanzo di Jean, scritto in francese, che segue le avventure di un giovane ragazzo che vive a Cap-Haitien.[4]